# Szandra Szombathelyi
Szandra Szombathelyi est une joueuse hongroise de volley-ball née le 2 août 1989. Elle mesure 1,80 m et joue au poste de réceptionneuse-attaquante. 

## Clubs
| Club             | De        | À         |
| ---------------- | --------- | --------- |
| Budapest SE-FCSM |           | 2008-2009 |
| Vasas Budapest   | 2009-2010 | 2009-2010 |
| Kaposvári Női RC | 2010-2011 | 2010-2011 |
| Budapest SE-FKF  | 2011-2012 | 2011-2012 |
| Békéscsabai RSE  | 2012-2013 | 2012-2013 |
| LiigaEura        | oct 2013  | déc 2013  |
| Békéscsabai RSE  | jan 2014  | mai 2014  |
| Vasas Budapest   | 2014-2015 | 2015-2016 |
| NRK Nyíregyháza  | 2016-2017 | …         |

## Palmarès

### Équipe nationale
- Ligue européenne
  - Vainqueur : 2015.

### Clubs
- Championnat de Hongrie
  - Vainqueur : 2009, 2014.
  - Finaliste : 2010, 2015, 2016, 2018.
- Coupe de Hongrie
  - Vainqueur : 2015.
  - Finaliste : 2010, 2016.